# Authentification Center
Pour les articles homonymes, voir AuC.
 (mars 2025).
Si vous disposez d'ouvrages ou d'articles de référence ou si vous connaissez des sites web de qualité traitant du thème abordé ici, merci de compléter l'article en donnant les références utiles à sa vérifiabilité et en les liant à la section « Notes et références ».
L’Authentication Center (AuC), aussi appelé en français le centre d'authentification, désigne une fonction d'authentification, via leur carte SIM (Subscriber Identity Module) des téléphones mobiles et smartphones utilisés sur un réseau mobile GSM, UMTS ou LTE). L'AuC est souvent associé aux HLR (Home Location Register) de l'opérateur du réseau.
Cette authentification a lieu normalement après la mise sous tension du téléphone mobile.
Aussitôt que la carte SIM est authentifiée, le HLR est en mesure d'administrer la carte SIM et les services de téléphonie mobile associés.
La clé cryptographique qui sert au codage de la communication entre le téléphone mobile et le réseau GSM est générée. La conception de cette étape est critique pour la sûreté. Elle doit permettre en particulier d'interdire la technique dite de clonage de la carte SIM (qui permettrait à un utilisateur de mobile d'emprunter frauduleusement l'identité réseau d'un autre utilisateur).